# Szenes likacsosgomba
A szenes likacsosgomba (Bjerkandera adusta) a Meruliaceae családba tartozó, az egész világon elterjedt, lombos fák elhalt törzsén élő, nem ehető gombafaj.

## Megjelenése
A szenes likacsosgomba termőteste konzolos, kagyló vagy legyező alakú, esetenként csökevényes, kis polcszerű az alatta lenyúló termőréteg alatt vagy csak bevonatot képez a fakérgen. Az egymás melletti termőtestek gyakran összenőnek. Szélessége 2–10 cm és 6 cm-re nyúlik előre az aljzatból. Felszíne molyhos, idősen lecsupaszodó, többé-kevésbé zónázott. Széle éles, sima vagy hullámos. Színe okkerbarnás, szürkésbarnás, feketés, növésben lévő széle fehér.
Termőrétege csöves, a kb. 2 mm mély pórusok szűkek (4-6 pórus/mm). Színe fiatalon szürke, később feketés. Sérülésre feketedik.
Húsa egészen fiatalon puha, nedvdús, de hamarosan szívóssá, bőrszerűvé vagy parafaszerűvé válik. Színe fehér (a tráma szürke). Kellemes gombaszagú, íze nem jellegzetes.
Spórapora fehér. Spórája elliptikus, sima, inamiloid, mérete 4-6 x 2,5-3,5 µm.

### Hasonló fajok
A lepketaplóval lehet összetéveszteni.

## Elterjedése és termőhelye
Kozmopolita faj, az egész világon elterjedt. Magyarországon gyakori.
Lombos fák (főleg gyertyán és bükk, ritkán fenyőn is) elhalt vagy meggyengült törzsén él, azok anyagában fehérkorhadást okoz. A termőtest évelő, egész évben látszik.
Nem ehető.
Erős antimikrobiális tulajdonságai ismertek, így hasznos lehet a gyógyszeripar számára.

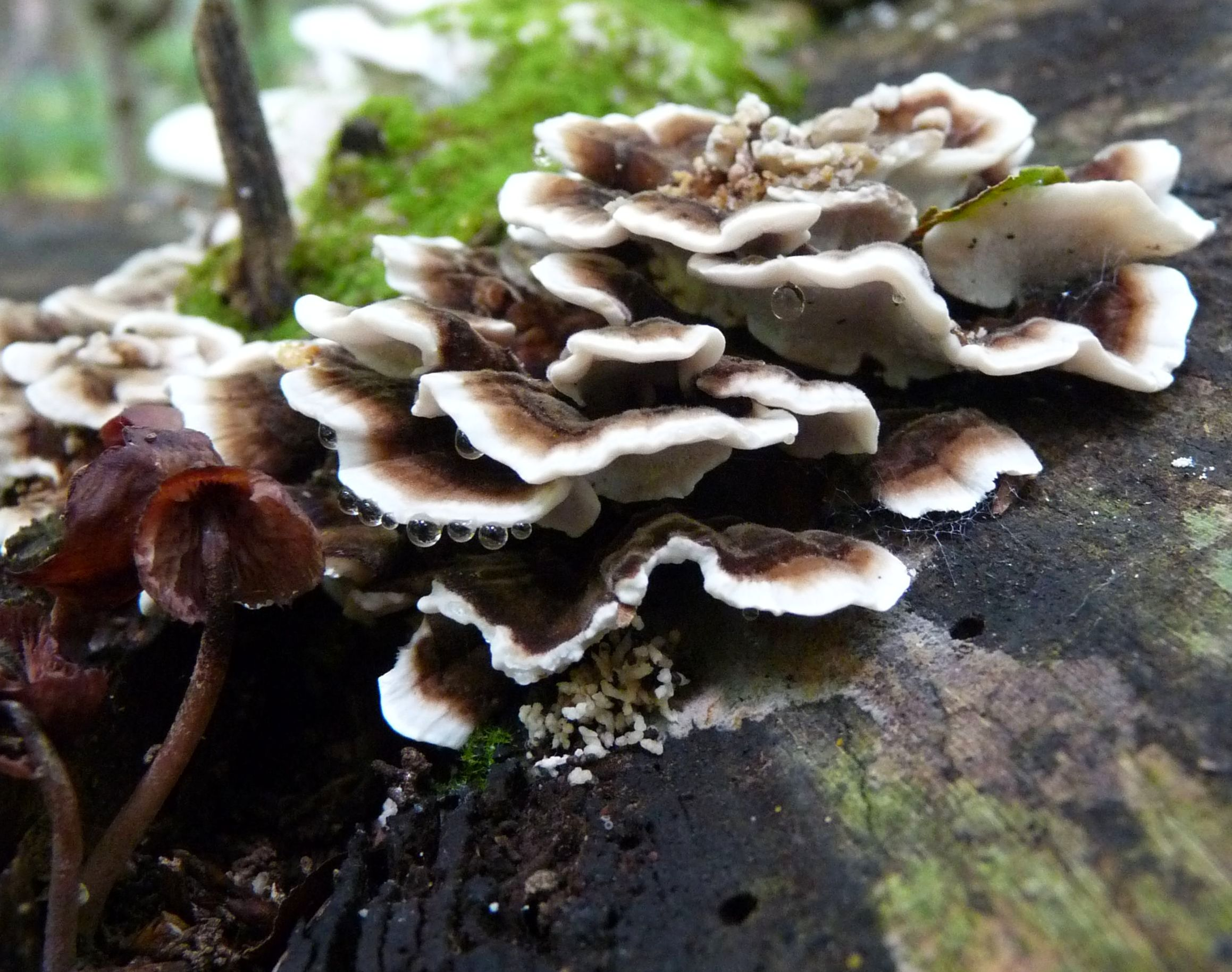
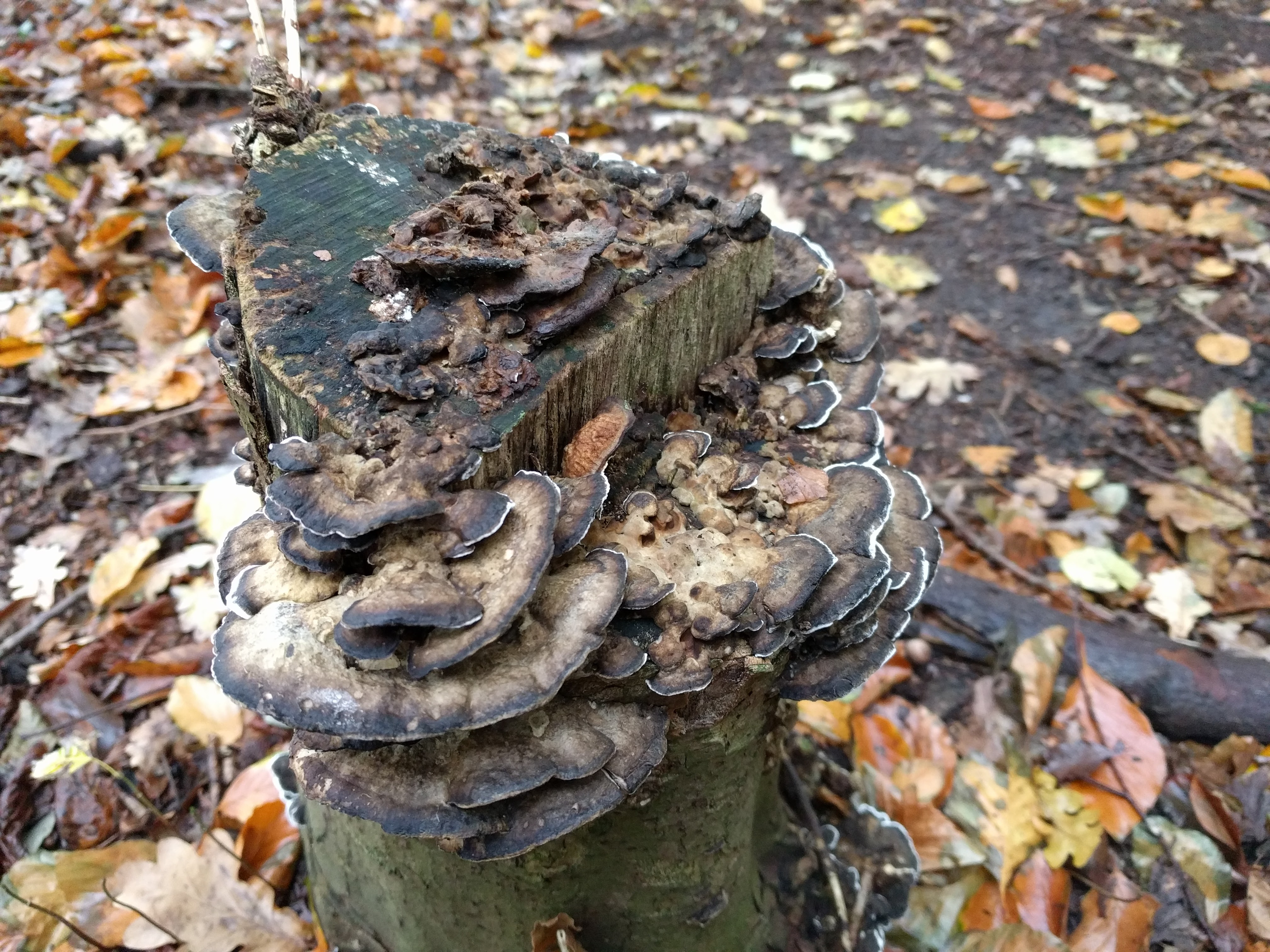
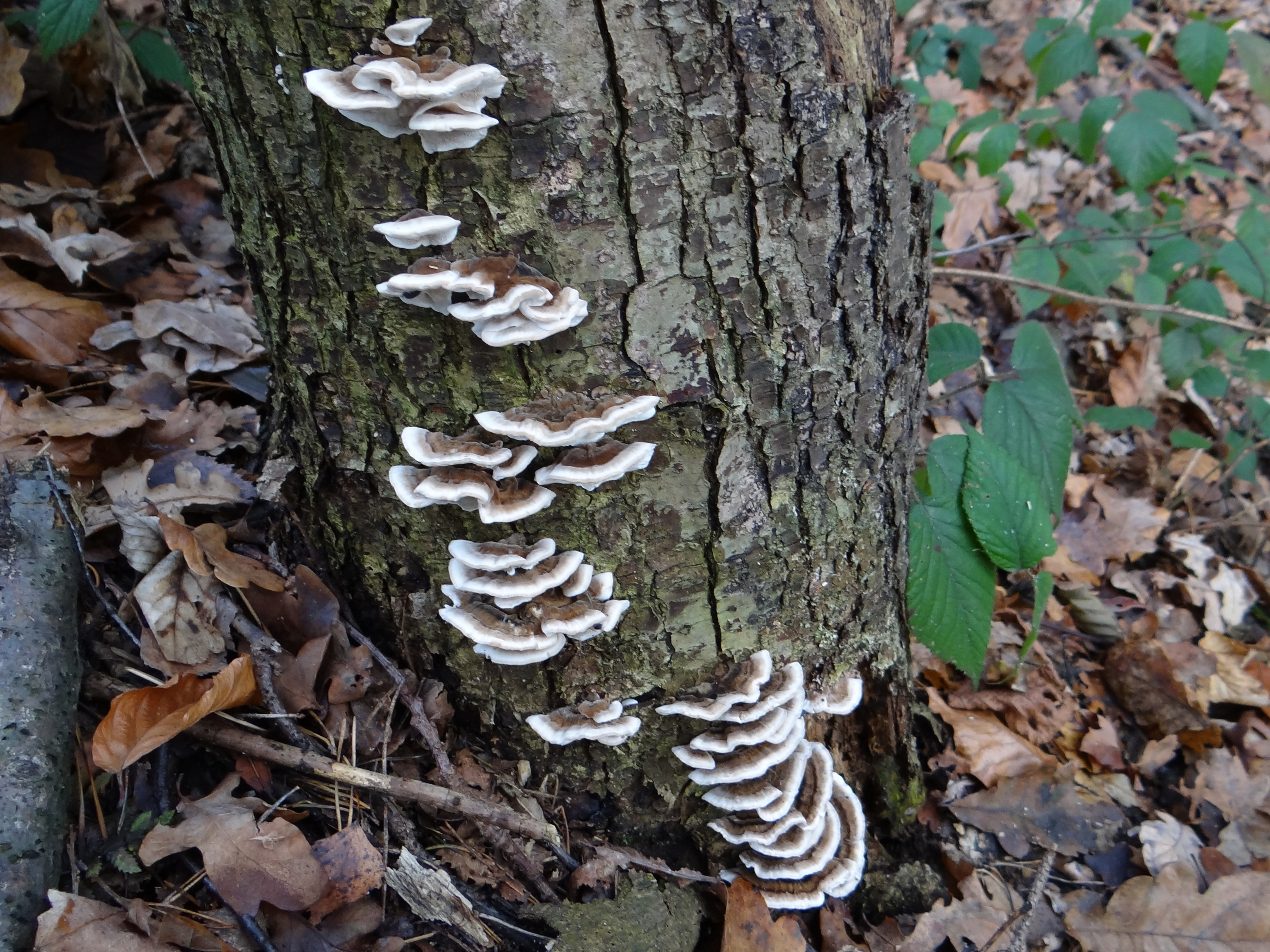
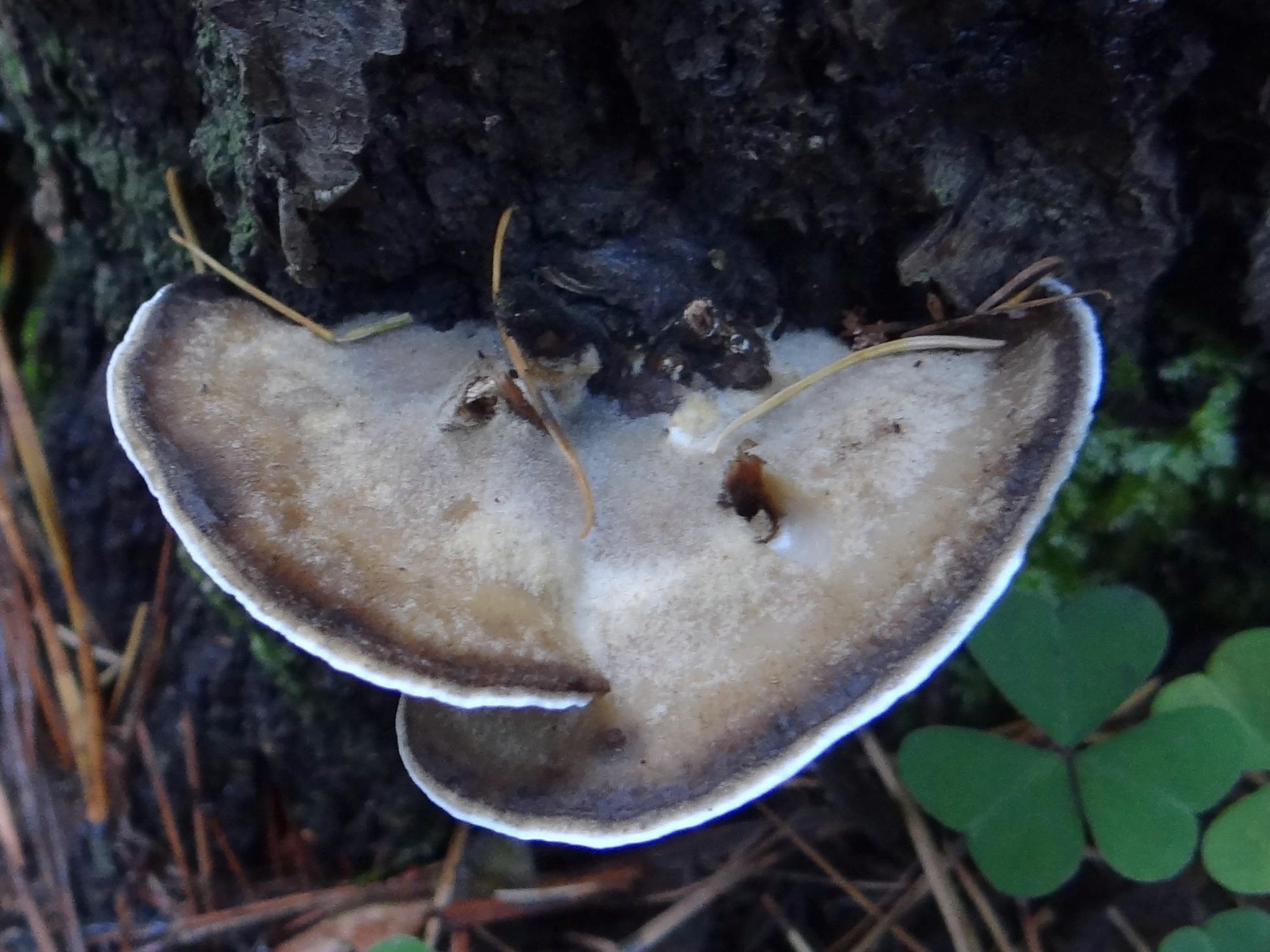
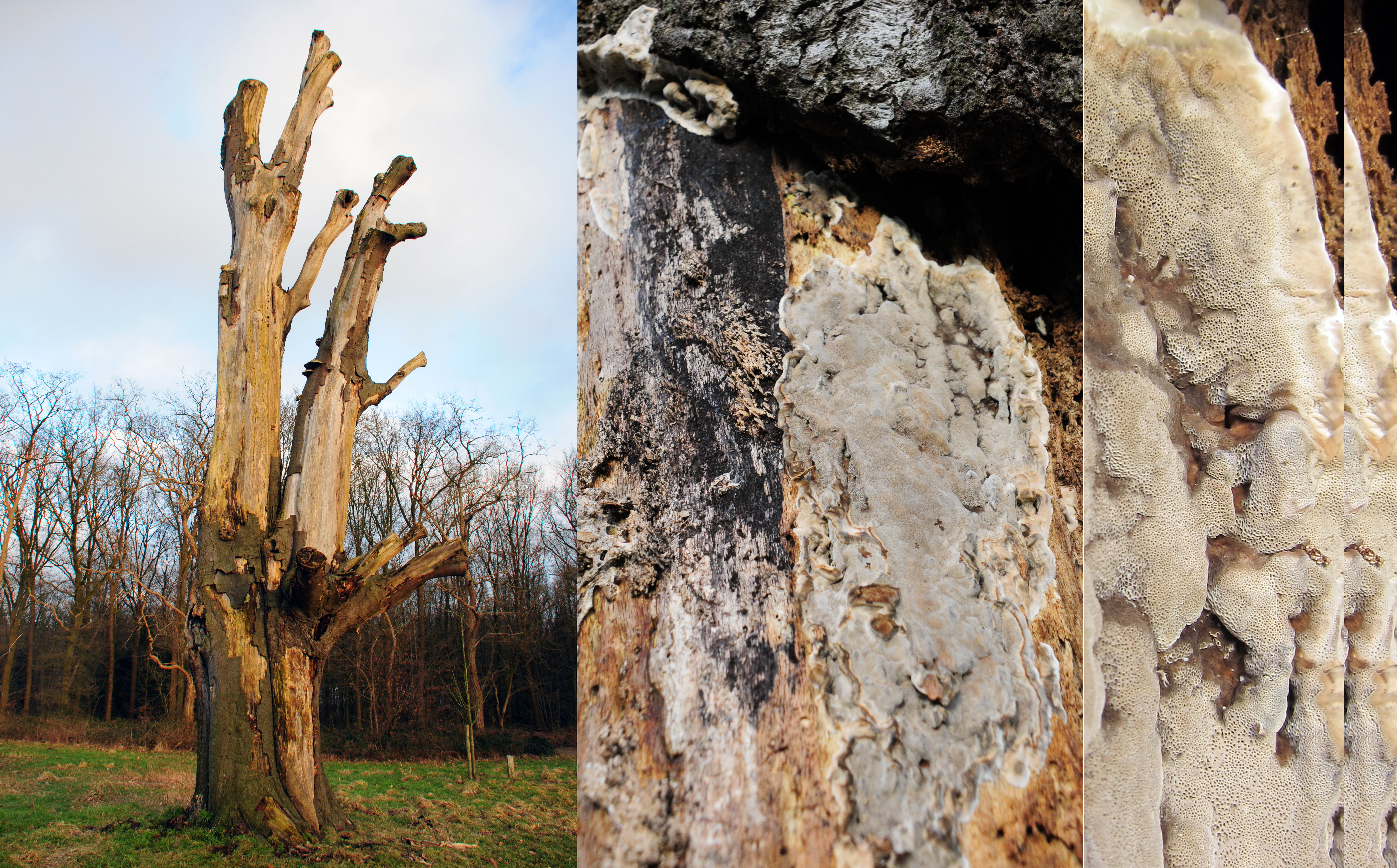